# Posoqueria densiflora
Posoqueria densiflora är en måreväxtart som beskrevs av John Hutchinson. Posoqueria densiflora ingår i släktet Posoqueria och familjen måreväxter. Inga underarter finns listade i Catalogue of Life.